# Octinodes riveti
Octinodes riveti is een keversoort uit de familie van de kniptorren (Elateridae). De wetenschappelijke naam van de soort werd in 1920 gepubliceerd door Edmond Fleutiaux.